# Гусев, Александр (авиатор)
Александр Гусев (17 июля 1893 — после 10 марта 1917) — русский военный лётчик, подпоручик, участник Первой мировой войны, кавалер ордена Святого Георгия 4-й степени (1917).

## Биография
Александр Гусев родился 17 июля 1893 года в деревне Денесиха Егорьевского уезда Рязанской губернии в православной крестьянской семье. Начальное образование получил в частном реальном училище Н. Г. Божанова.
Александр поступил на военную службу 1 июля 1914 года в звании рядового на правах вольноопределяющегося. С 31 июля того же года принимал участие в боях Первой мировой войны. В 1916 году окончил Севастопольскую военную авиационную школу, после чего, 27 августа того же года был назначен на должность военного лётчика в 17-й корпусный авиационный отряд. 2 февраля 1917 года приказом по армиям Северного фронта № 77 был произведён в прапорщики. 27 февраля 1917 года возвращаясь с боевого вылета был атакован вражеским истребителем, благодаря удачному маневру Гусева, летательный аппарат наблюдателя расстрелял истребитель противника.
10 марта 1917 года аппарат Гусева был сбит, а сам Гусев был вынужден совершить посадку на территории занимаемой войсками противника, в результате чего попал в плен. 27 сентября 1917 года был произведён в подпоручики.

## Награда
Александр Гусев был удостоен ордена Святого Георгия 4-й степени (приказ по армии и флоту от 27 сентября 1917 года) — «за то, что 27-го февраля 1917 г., возвращаясь после удачного бомбометания в Ново-Александровске и будучи атакован немецким истребителем, не растерялся и, не обращая внимания на явно неравные условия боя, искусным маневром сам перешел в контратаку и, подойдя вплотную к немецкому истребителю, дал возможность наблюдателю в упор расстреливать самолет противника, хотя сам был в упор расстреливаем немецким самолетом. Немецкий аппарат загорелся и в густых клубах черного дыма, сделавши несколько петель, упал на землю, а наш самолет под ураганным огнем немецкой артиллерии возвратился на свой аэродром».